# Hochhaus Bugginger Straße 50

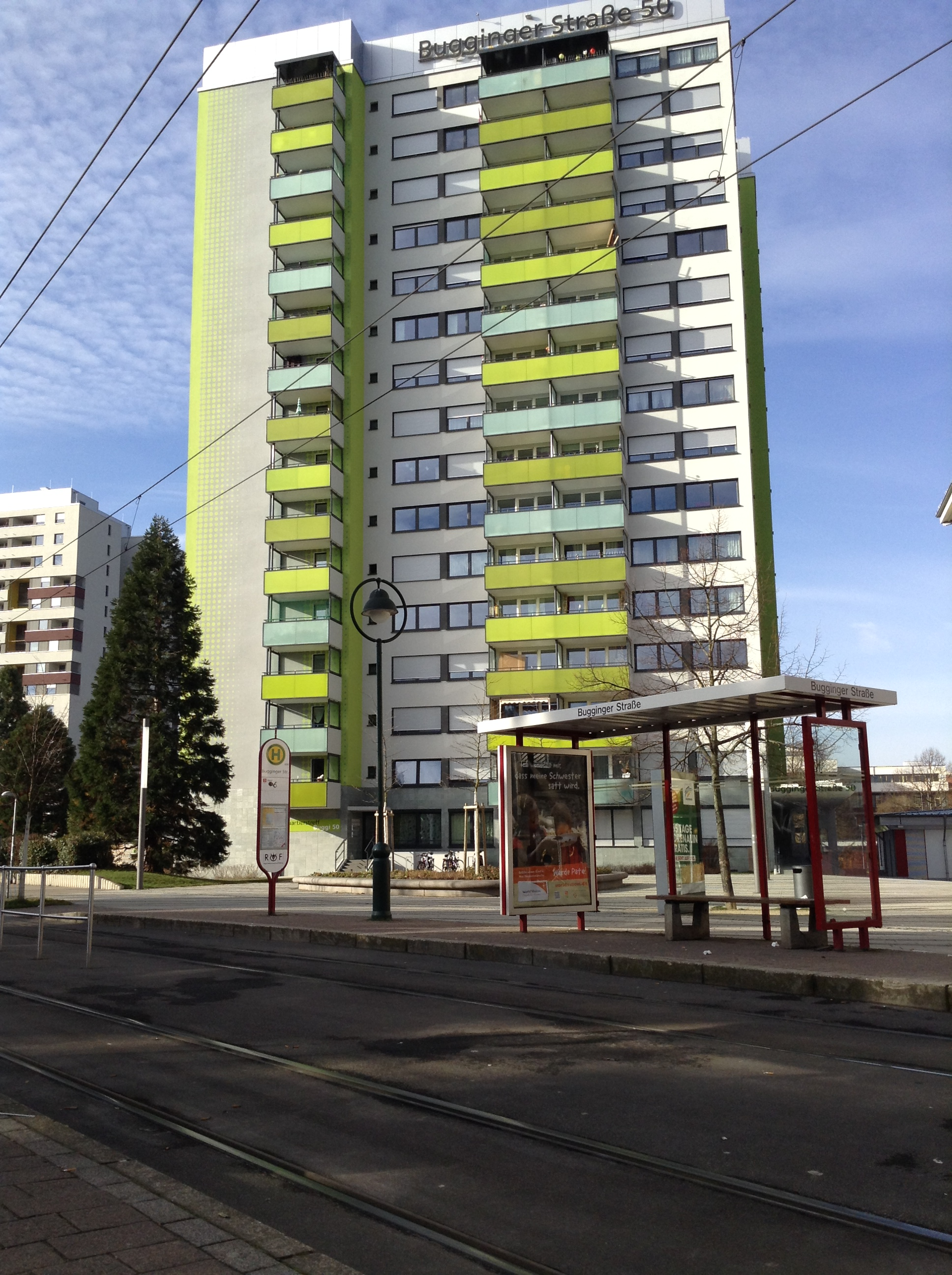
Die Straßenbahnhaltestelle Bugginger Straße mit dem Hochhaus

Das Hochhaus Bugginger Straße 50 in Freiburg im Breisgau ist das erste energetisch sanierte Passivhochhaus der Welt. Bei dem 45 Meter hohen Gebäude handelt es sich um 16-stöckiges Hochhaus mit einer Wohnfläche von rund 7.000 m², welches im Jahr 1968 im Stadtteil Weingarten errichtet und in den Jahren 2009 und 2010 saniert wurde. Es gehört heute der städtischen Wohnungsbaugesellschaft Freiburger Stadtbau (FSB).

## Sanierungskonzept
Im Stadtteil Weingarten befanden sich in den 2000er Jahren mehrere sanierungsbedürftige Gebäude im Besitz der FSB. Zunächst gab es Überlegungen, das Hochhaus in der Bugginger Straße 50 abzureißen. Doch die FSB entschied sich unter der Leitung des Architekten Roland Rombach dazu, das Gebäude im Zuge einer Sanierung für 13,44 Millionen Euro zu einem Passivhaus umzubauen. Dazu wurde das Hochhaus zunächst entkernt, um danach die Grundrisse der einzelnen Wohnungen neu aufzuteilen. Aus vormals 96 Wohnungen entstanden so 139 Wohneinheiten, mit einer weitgehend luftdichten Gebäudehülle. Um dies zu erreichen, integrierte man unter anderem die vorhandenen Balkone in die Wohnfläche und brachte an der Fassade neue Balkone an. Einige Bewohner kritisierten den Neuzuschnitt, da bei gleicher Miete nun weniger Fläche zur Verfügung stand. Die Fassade erhielt ein 20 cm, das Dach ein 40 cm dickes Wärmedämmverbundsystem, die Fenster eine dreifache Verglasung. Oberhalb der Fenster kam ein Aerogel zur Dämmung der Rollladenkästen zum Einsatz. Auf dem Flachdach installierte man eine Photovoltaikanlage mit einer Leistung von bis zu 25 kW. Daneben wurden Ventilatoren platziert, die verbrauchte Luft über einen Wärmetauscher aus den Wohnungen absaugen und Frischluft hineinblasen. Ein nahegelegenes Blockheizkraftwerk versorgt das Gebäude über Fernwärme mit Warmwasser. Der Wärmebedarf des Hochhauses sank durch diese Maßnahmen von durchschnittlich 68 kWh/m² und Jahr auf 15; der Ausstoß von Kohlendioxid um 57 Tonnen. Das Projekt wurde vom Fraunhofer-Institut für Solare Energiesysteme (ISE) begleitet: In 29 Wohnungen aus drei Geschossen nahmen sie zwei Jahre lang eine Vielzahl an Messwerten auf, um die Entwicklung des Energieverbrauchs nach der Sanierung zu untersuchen.

## Auswirkungen
Die Bewohner mussten vor der Sanierung ihre Wohnung verlassen. Es zeigte sich, dass die Mehrzahl von ihnen nicht wieder einzog, sondern neue Mieter die Wohnungen nachfragten. Sie erhielten nach dem Umbau eine Einweisung von einem Energieberater. Außerdem versprach ihnen die FSB, in den kommenden zehn Jahren auf eine Mieterhöhung zu verzichten. Ein Quartiersmanagement begleitete die neuen Bewohner nach ihrem Einzug.

## Auszeichnungen
Das Projekt gehört zu einem Sanierungskonzept des Stadtteils Weingarten-West, das im Zuge eines Wettbewerbes „Energetische Sanierung von Großwohnsiedlungen“ des Bundesministeriums für Verkehr, Bau und Stadtentwicklung die Kategorie „Silber“ gewann. Der Rat für Nachhaltige Entwicklung bezeichnet das Sanierungskonzept als „Leuchtturmprojekt“, um das Zusammenleben von jungen und älteren Menschen zu fördern.